# The Twilight Saga: Breaking Dawn - Parte 1 (colonna sonora)
La colonna sonora del film The Twilight Saga: Breaking Dawn - Parte 1 del 2011 è composta da due CD; The Twilight Saga: Breaking Dawn, Pt. 1 (Original Motion Picture Soundtrack) che contiene i brani dei vari artisti, mentre The Twilight Saga: Breaking Dawn, Pt. 1 (The Score) contiene le tracce orchestrali. Nel film è presente anche la traccia É Pra Vale - Samba Squad, però non presente nei dischi sotto citati.

## The Twilight Saga: Breaking Dawn, Pt. 1 (Original Motion Picture Soundtrack)
The Twilight Saga: Breaking Dawn, Pt. 1 (Original Motion Picture Soundtrack) è la colonna sonora ufficiale del film del 2011 The Twilight Saga: Breaking Dawn - Parte 1.

### Il disco
Il CD contiene i brani di molti artisti di rilievo: il giovane Bruno Mars, la cui It Will Rain ha raggiunto il 3º posto nella classifica americana, la cantante emergente Christina Perri, il gruppo rock Noisettes e il cantante Iron & Wine, con una "versione matrimonio" della traccia Flightless Bird, American Mouth già sentita nella colonna sonora di Twilight.
Il gruppo musicale Muse, invece, che aveva prodotto un singolo per colonna sonora nei precedenti 3 film della saga, non è presente in questa raccolta.
L'album è stato commercializzato l'8 novembre 2011

### Tracce
1. The Joy Formidable – Endtapes - 4:09
2. Angus & Julia Stone – Love Will Take You - 4:30
3. Bruno Mars – It Will Rain - 4:18
4. Sleeping at Last – Turning Page - 4:15
5. The Features – From Now On - 3:21
6. Christina Perri – A Thousand Years - 4:45
7. Theophilus London – Neighbors - 3:56
8. The Belle Brigade – I Didn't Mean It - 3:33
9. Noisettes – Sister Rosetta (2011 Version) - 2:58
10. Cider Sky – Northern Lights - 3:50
11. Iron & Wine – Flightless Bird, American Mouth (Wedding Version) - 4:27
12. Imperial Mammoth – Requiem on Water - 2:24
13. Aqualung & Lucy Schwartz – Cold - 3:40
14. Mía Maestro – Llovera - 5:12
15. Carter Burwell – Love Death Birth - 6:04

### Deluxe bonus tracks
1. Hard-Fi – Like a Drug (Bonus track) - 3:40
2. Sleeping At Last – Turning Page (Instrumental) (Bonus track) - 4:16
3. Kevin Teasley – Eclipse (All Yours) (Bonus track) - 4:02
4. Christina Perri – A Thousand Years (Beyond the Video) (Videoclip) - 3:28

### Singoli
1. Bruno Mars – It Will Rain

## The Twilight Saga: Breaking Dawn, Pt. 1 (The Score)
La colonna sonora orchestrale è stata affidata al musicista Carter Burwell, già autore della colonna sonora orchestrale di Twilight.

### Tracce
1. The Kingdom Where Nobody Dies – 1:36
2. Cold Feet – 2:44
3. What You See In te Mirror – 3:04
4. Wedding Nightmare – 1:09
5. Wolves On the Beach – 1:59
6. Goodbyes – 2:26
7. A Nova Vida – 2:57
8. The Threshold – 1:25
9. Pregnant – 2:09
10. Morte – 1:36
11. Honeymoon In Eclipse – 2:21
12. A Wolf Stands Up – 3:20
13. Two Man Pack – 0:32
14. Don't Choose That – 2:23
15. O Negative – 3:37
16. Hearing the Baby – 2:25
17. Playing Wolves – 3:15
18. Let's Start With Forever – 0:59
19. It's Renesmee – 2:29
20. The Venom – 1:04
21. Hearts Failing – 1:13
22. Biting – 2:25
23. Jacob Imprints – 1:13
24. You Kill Her You Kill Me – 2:11
25. Bella Reborn – 3:05